# Kantorale
Ein Kantorale (von lateinisch cantor ‚Sänger‘) ist ein liturgisches Buch mit Text und Melodie von Antwortpsalm und Ruf vor dem Evangelium aus dem Proprium der Messe zum Vortrag durch den Kantor.

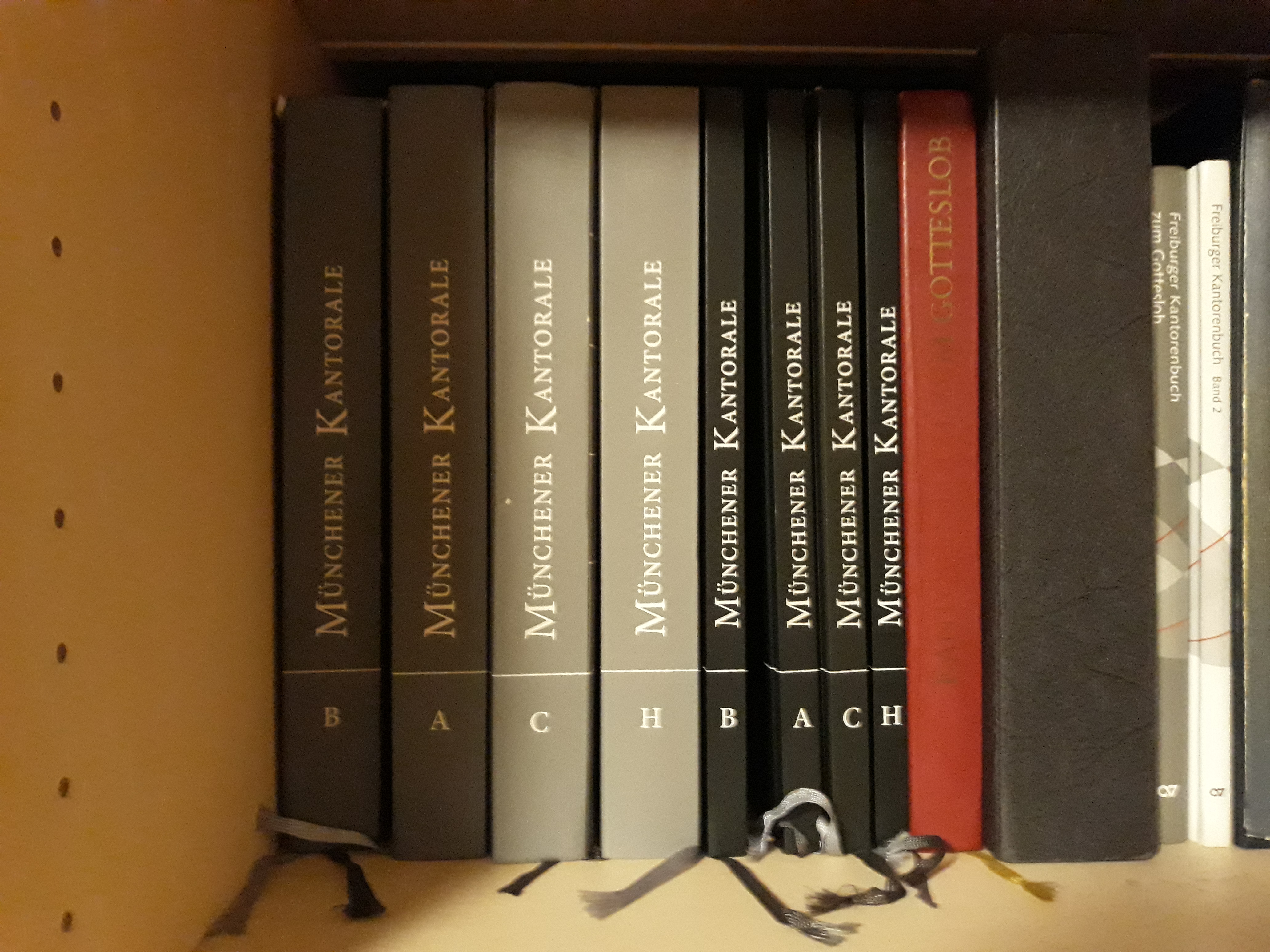
Deutsche Kantoralia v. l. n. r.
- Werkbücher des Münchener Kantorale für die Lesejahr A, B, C sowie H für die Heiligenfeste Kantorenbücher des Münchener Kantorale
- Schott-Kantorale (?) in Rot * unbekanntes Buch
- Freiburger Kantorenbuch (Zwischengesänge)
- Freiburger Kantorenbuch (Rufe zum Evangelium)

Im deutschsprachigen Raum gegenwärtig genutzte Kantoralia:
- Das Münchener Kantorale enthält Antwortpsalm, Halleluja sowie weitere Gesangsvorschläge (wie Kyrielitaneien, Martyrologium, Festankündigung, Ölbergandacht, Trauermetten) für die Sonn- und Feiertage des Kirchenjahres und ist der Kirchentonalität verpflichtet. Für die einzelnen Lesejahre (A, B, C) für die Heiligenfeste (H) und für Feiern (F) zu besonderen Anlässen – mit Commune für Kirchweihe und Heilige wurden jeweils ein Werkbuch und eine Kantorenausgabe herausgegeben. Die Kantorenausgabe enthält nur die Antwortpsalmen und Rufe vor dem Evangelium und keine Begleitsätze. In den unterschiedlichen Bänden des Kantorale wurde zuerst auf den Psalter der alten Einheitsübersetzung, dann auf den der neuen Einheitsübersetzung zurückgegriffen.
- Das Freiburger Kantorenbuch beschränkt sich auf die Dur-Moll-Tonalität. Es besteht aus einem Band mit den Antwortpsalmen und einem zweiten Band mit den Rufen zum Evangelium. Die 3 Lesejahre sind jeweils in einem Band zusammengefasst. Der zugrunde gelegte biblische Text ist der Münsterschwarzacher Psalter, der für seine übersetzerische Treffsicherheit gelobt wurde.[1]
- Das SCHOTT-Kantorale enthält Antwortpsalm und Halleluja in einfacher melodischer Fassung.

Mit der Publikation des neuen Gesangbuchs Gotteslob 2013 erschienen überarbeitete Fassungen der Kantoralia.
Das Kantionale zur Feier der evangelischen Messe, herausgegeben von der evangelischen Michaelsbruderschaft, ist vom Typus des liturgischen Buches eher ein Graduale als ein Kantorale.